# مشروع نهر سكاجيت الهيدروكهربائي
مشروع نهر سكاجيت الهيدروكهربائي هو عبارة عن سلسلة من السدود تترافق مع محطات لتوليد الطاقة الكهرومائية على نهر سكاجيت في ولاية واشنطن الشمالية. تعود ملكية المشروع وتشغيله من قبل سياتل سيتي لايت لتوفير الطاقة لمدينة سياتل والمجتمعات المحيطة.
في عام 2012 م وفرت السدود الكهرومائية ما يقرب من 89.8 % من الكهرباء المستخدمة في سياتل . يمثل مشروع سكاجيت الهيدروكهربائي وحده حوالي 20% من كهرباء مدينة سياتل سيتي لايت.

## التاريخ
في عام 1917 م حصل جيمس ديلمج روس المشرف على الإضاءة في سياتل على موافقة وزارة الزراعة لبناء السدود على نهر سكاجيت، ووافق مجلس المدينة على سندات بقيمة 1.5 مليون دولار للبناء، وعين كارل أهدن مشرفاً على المشروع. أقيم معسكر البناء عند مصب نويهالم كريك.
أستأجر أهدن (Uhden) مقاولين لبناء خط سكة حديد بطول 25 ميلاً مما يسمح لإضاءة مدينة سياتل بالتحكم في الوصول للمنطقة. وبعد أن وصل خط السكة الحديد إلى الموقع فوق نيوهالم، تم حفر نفق بطول ميلين بين السد ومحطة توليد الكهرباء. كثيراً ما يتأخر العمل بسبب الفيضانات والانهيارات الطينية والانهيارات الجيلدية. تأخر الجدول الزمني أكثر بسبب مغادرة العمال للبحث عن الذهب ومشاكل العمل وحرائق الغابات ونقص الكهرباء. وعلى الرغم من أن روس (مشرف المشروع) قد قدر أن عملية نهر سكاجيت ستوفر الكهرباء لمدينة سياتل بحلول عام 1921م إلا أن هذه التأخيرات المختلفة دفعت التاريخ إلى عام 1924م. وبدأ الرئيس كالفين كوليدج مولدات سد جورج رسمياً في 17 سبتمبر1924م.
تم إنشاء السدود الرئيسية الثلاثة في مشروع نهر سكاجيت وهي من الأسفل للأعلى سد جورج، وسد ديابلو، وسد روس. وتقع السدود تلك في مقاطعة واتكوم فوق بلدة نيوهالم، شمال غرب منتزه كاسكيد الوطني. تمتد بحيرة روس التي شكلها سد روس إلى كولومبيا البريطانية على بعد عشرين ميلاً من السد.
بلغت تكلفة سد جورج 153.339.181 دولار. وتم تسليم الطاقة في عام 1924م. وفي عام 1961 تم الانتهاء من سد جورج العالي الجديد (300 قدم، 91 متر). ليحل محل السد الأصلي.

## السدود
بدأ بناء سد ديابلو في عام 1927م على بعد خمسة أميال من سد جورج. تم الانتهاء من سد ديالبو في عام 1930م، وكان في ذلك الوقت أطول سد في العالم على ارتفاع 389 قدماً (119 متراً) حتى تم بناء سد أويهي، على الرغم من اكتمال السد إلا أن المشاكل المالية بسبب الكساد الكبير أخرت بناء محة توليد الكهرباء، لذلك لم ينتج السد كهرباء لمدينة سياتل حتى عام 1936م.
بدأ بناء سد روبي أسفل روبي كريك في عام 1937م، تم تغيير اسم هذا السد إلى سد روس بعد وفاة المشرف جيمس روس عام (1872-1939م). كان من المقرر اتمام سد روس على ثلاث مراحل حيث اكتملت المرحلة الأولى في عام 1940م. وتم الانتهاء من المرحلتين الثانية والثالثة في عام 1953م عندما تم بناء السد إلى ارتفاعه النهائي حيث بلغ 540 قدماً (165 متراً). أصبحت تلك السدود الثلاثة مدرجة في السجل الوطني للأماكن التاريخية، وبلغت التكلفة الإجمالية للمشرة ع 250 مليون دولار على مدى خمسين عاماً.